# Großsteingräber bei Gąbin
Die Großsteingräber bei Gąbin (auch Großsteingräber bei Gummin genannt) waren drei megalithische Grabanlagen der jungsteinzeitlichen Trichterbecherkultur bei Gąbin (deutsch Gummin), einem Ortsteil von Trzebiatów (deutsch Treptow an der Rega) in der Woiwodschaft Westpommern in Polen. Sie wurden im 19. Jahrhundert zerstört. Die genaue Lage der Gräber ist nicht überliefert. Über Ausrichtung, Maße und Typ der Anlagen liegen keine näheren Angaben vor. Es ist lediglich überliefert, dass es sich um drei Hünenbetten mit steinernen Umfassungen gehandelt hat.